# シラビーム方言
シラビーム方言（しらびーむほうげん）とは日本語の方言のうち、モーラ(拍)の独立性が弱く、音節が語の長さを測る単位となる方言をいう。

## 概要
東北北部や九州南部では、促音・撥音・長音をアクセントの単位として独立して数えず、モーラ（拍）ではなく音節を単位とし、例えば「学校新聞」は「ガッ・コー・シン・ブン」と4つの単位に区切られる。
このような方言は柴田武により、シラブル（syllable）とフォニム（phoneme）からシラビーム方言と命名された。
一方で、モーラ方言に属する共通語では促音（ッ）・撥音（ン）・長音（ー）をアクセントの単位として独立して数え、モーラ（拍）を単位とし、例えば「学校新聞」は「ガ・ッ・コ・ー・シ・ン・ブ・ン」の8拍として捉えられる。
| 単語                           | 音節区切り （音声学上の単位） | モーラ（拍）方言での区切り （いわゆる東京弁。現代の俳句や短歌での「七五調、五七調」の数え方） | シラビーム(音節音素)方言での区切り （東北方言などに見られる） |
| ------------------------------ | ----------------------------- | --------------------------------------------------------------------------------------------- | ------------------------------------------------------------- |
| さる（猿）                     | サ｜ル                        | サ｜ル                                                                                        | サ｜ル                                                        |
| かっぱ（河童）                 | カッ｜パ                      | カ｜ッ｜パ                                                                                    | カッ｜パ                                                      |
| チョコレート                   | チョ｜コ｜レー｜ト            | チョ｜コ｜レ｜ー｜ト                                                                          | チョ｜コ｜レー｜ト                                            |
| がっこうしんぶん（学校新聞）   | ガッ｜コー｜シン｜ブン        | ガ｜ッ｜コ｜ー｜シ｜ン｜ブ｜ン                                                                | ガッ｜コー｜シン｜ブン                                        |
| がっきゅうしんぶん（学級新聞） | ガッ｜キュー｜シン｜ブン      | ガ｜ッ｜キュ｜ー｜シ｜ン｜ブ｜ン                                                              | ガッ｜キュー｜シン｜ブン                                      |
| かんそく（観測）               | カン｜ソ｜ク                  | カ｜ン｜ソ｜ク                                                                                | カン｜ソ｜ク                                                  |
| かあさん（母さん）             | カー｜サン                    | カ｜ー｜サ｜ン                                                                                | カー｜サン                                                    |
| にいさん（兄さん）             | ニー｜サン                    | ニ｜ー｜サ｜ン                                                                                | ニー｜サン                                                    |

## シラビーム方言の例
- 北奥羽方言
- 新川方言
- 秋山郷方言
- 長野県木曽開田方言
- 薩隅方言